# Rudolf Bayer (Informatiker)
Rudolf Bayer (* 3. März 1939) ist ein Informatiker und emeritierter Professor der Technischen Universität München, an der er den Lehrstuhl für Datenbanksysteme und Wissensbasen innehatte.

## Leben
Rudolf Bayer studierte, erhielt einen Abschluss als Ph. D. und wurde 1972 ordentlicher Professor für Informatik an der TU München und bezog seine Wohnung in Gröbenzell in Oberbayern. Er entwickelte zusammen mit Edward M. McCreight die Datenstruktur des B-Baumes, die wegen ihrer flachen Anordnung geeignet ist, Zugriffe auf große Index- und Nutzerdatenbestände erheblich zu beschleunigen. Dabei wird das Nadelöhr zwischen flüchtigem Primärspeicher und persistentem Sekundärspeicher (z. B. magnetische Festplatten) vermieden, indem die Anzahl der Sekundärspeicherzugriffe durch geschickte Anordnung der Blätter und Knoten (Astgabeln) minimiert wird. Weiterentwickelte Versionen des B-Baums, wie der B+-Baum (von Bayer ursprünglich B*-Baum genannt) und der Präfix-B+-Baum (von Bayer Präfix-B*-Baum genannt) werden in allen heute gängigen Datenbanksystemen sowie in vielen moderneren Dateisystemen, wie NTFS, Ext3, ReiserFS, XFS und JFS, eingesetzt. Die von Bayer und McCreight entwickelten B-Baum-Algorithmen dürften somit zu den am häufigsten eingesetzten komplexeren Algorithmen gehören.
Datenbanken könnten ohne den B-Baum nicht effizient operieren. Ohne Datenbanken wäre die moderne IT wie auch das Internet nicht vorstellbar.
Rudolf Bayer entwickelte den B-Baum zusammen mit Volker Markl zum patentierten UB-Baum weiter, der speziell für mehrdimensionale Bereichsanfragen geeignet ist. Der UB-Baum wurde in das Datenbanksystem Transbase der Firma Transaction Software integriert. Transbase ist der kommerzielle Nachfolger des am Lehrstuhl von Rudolf Bayer entwickelten
Datenbankmanagementsystems „Merkur“.
Rudolf Bayer ist Vorsitzender des Aufsichtsrats der Firma Transaction Software GmbH.
Er ist auch als Autor tätig. Aus Gressthal berichtet Rudolf Bayer sein Erleben der jungen BRD in den Nachkriegsjahren. Seine „Geschichten eines Lausbuben“ wurden unter dem Namen „Eine Kindheit auf dem Dorf“ veröffentlicht.

## Veröffentlichungen
- mit Edward M. McCreight: Organization and Maintenance of Large Ordered Indexes. In: SIGFIDET Workshop. 1970, S. 107–141.
- mit Edward M. McCreight: Organization and Maintenance of Large Ordered Indices. In: Acta Informatica. Volume 1, 1972, S. 173–189.
- „Eine Kindheit auf dem Dorf“, Verlag Imprint m!A

## Ehrungen
- 1999: Bundesverdienstkreuz I. Klasse
- 2000: SIGMOD Innovations Award, Preis der amerikanischen berufsständischen Informatikervereinigung Association for Computing Machinery (ACM), Untergliederung Special Interest Group on Management of Data (SIGMOD)
- 2001: Europäischer IST Preis für erfolgreiche und innovative Anwendungen der Informationstechnologie für Transbase® Hypercube
- 2005: Fellow der GI, Preis der Gesellschaft für Informatik e. V. (GI)[4]